# Luigia Bozzini
Luigia Bozzini ou Candida Luigia Bozzini (Piacenza, 5 de junho de 1853 - Piacenza, 9 de agosto de 1932) foi uma pintora italiana, atuante em Piacenza e representando principalmente assuntos religiosos. Seu pai, Paolo Bozzini, também foi pintor. Ela seguiu os passos do pai, mas com resultados mais modestos.
Entre suas obras está uma Madonna del Sacro Cuore di Gesù, encomendada pelo bispo de Piacenza como um presente para o papa Pio IX, que o presenteou como um presente ao bispo de Jesi para a igreja de Castelplanio. Ela também pintou um retrato em pastel de Alessandro Manzoni, que ganhou uma medalha de prata na exposição provincial de Piacenza. Ela pintou uma Sagrada Família, e muitas cópias da Via Crucis de Carlo Maria Viganoni e da Madonna de Lourdes: em 1881, tornou-se freira no convento ursulino de Piacenza; mas continuou a pintar. Uma grande quantidade de suas obras, todas de cunho religioso de sua produção, são mantidas no Instituto Ursuline Dame de Piacenza. Outras obras se encontram nas igrejas da província de Piacenza e no seminário jesuíta em Roncovero di Bettola.